# Halichoeres
Halichoeres – rodzaj ryb okoniokształtnych z rodziny wargaczowatych.

## Klasyfikacja
Gatunki zaliczane do tego rodzaju:
| - Halichoeres adustus - Halichoeres aestuaricola - Halichoeres annularis - Halichoeres argus - Halichoeres bathyphilus - Halichoeres bicolor - Halichoeres binotopsis - Halichoeres biocellatus - Halichoeres bivittatus - Halichoeres bleekeri - Halichoeres brasiliensis - Halichoeres brownfieldi - Halichoeres burekae - Halichoeres caudalis - Halichoeres chierchiae - Halichoeres chlorocephalus - Halichoeres chloropterus - Halichoeres chrysotaenia - Halichoeres chrysus - Halichoeres claudia - Halichoeres cosmetus - Halichoeres cyanocephalus - Halichoeres dimidiatus - Halichoeres discolor - Halichoeres dispilus - Halichoeres erdmanni - Halichoeres garnoti - Halichoeres hartzfeldii | - Halichoeres hilomeni - Halichoeres hortulanus - Halichoeres insularis - Halichoeres iridis - Halichoeres kallochroma - Halichoeres kneri - Halichoeres lamarii - Halichoeres lapillus - Halichoeres leptotaenia - Halichoeres leucoxanthus - Halichoeres leucurus - Halichoeres maculipinna - Halichoeres malpelo - Halichoeres margaritaceus - Halichoeres marginatus - Halichoeres melanochir - Halichoeres melanotis - Halichoeres melanurus - Halichoeres melas - Halichoeres melasmapomus - Halichoeres miniatus - Halichoeres nebulosus - Halichoeres nicholsi - Halichoeres nigrescens - Halichoeres notospilus - Halichoeres orientalis - Halichoeres ornatissimus - Halichoeres pallidus | - Halichoeres papilionaceus - Halichoeres pardaleocephalus - Halichoeres pelicieri - Halichoeres penrosei - Halichoeres pictus - Halichoeres podostigma - Halichoeres poeyi - Halichoeres prosopeion - Halichoeres radiatus - Halichoeres raisneri - Halichoeres richmondi - Halichoeres rubricephalus - Halichoeres rubrovirens - Halichoeres salmofasciatus - Halichoeres sazimai - Halichoeres scapularis - Halichoeres semicinctus - Halichoeres signifer - Halichoeres socialis - Halichoeres solorensis - Halichoeres stigmaticus - Halichoeres tenuispinis - Halichoeres timorensis - Halichoeres trimaculatus - Halichoeres trispilus - Halichoeres zeylonicus - Halichoeres zulu |

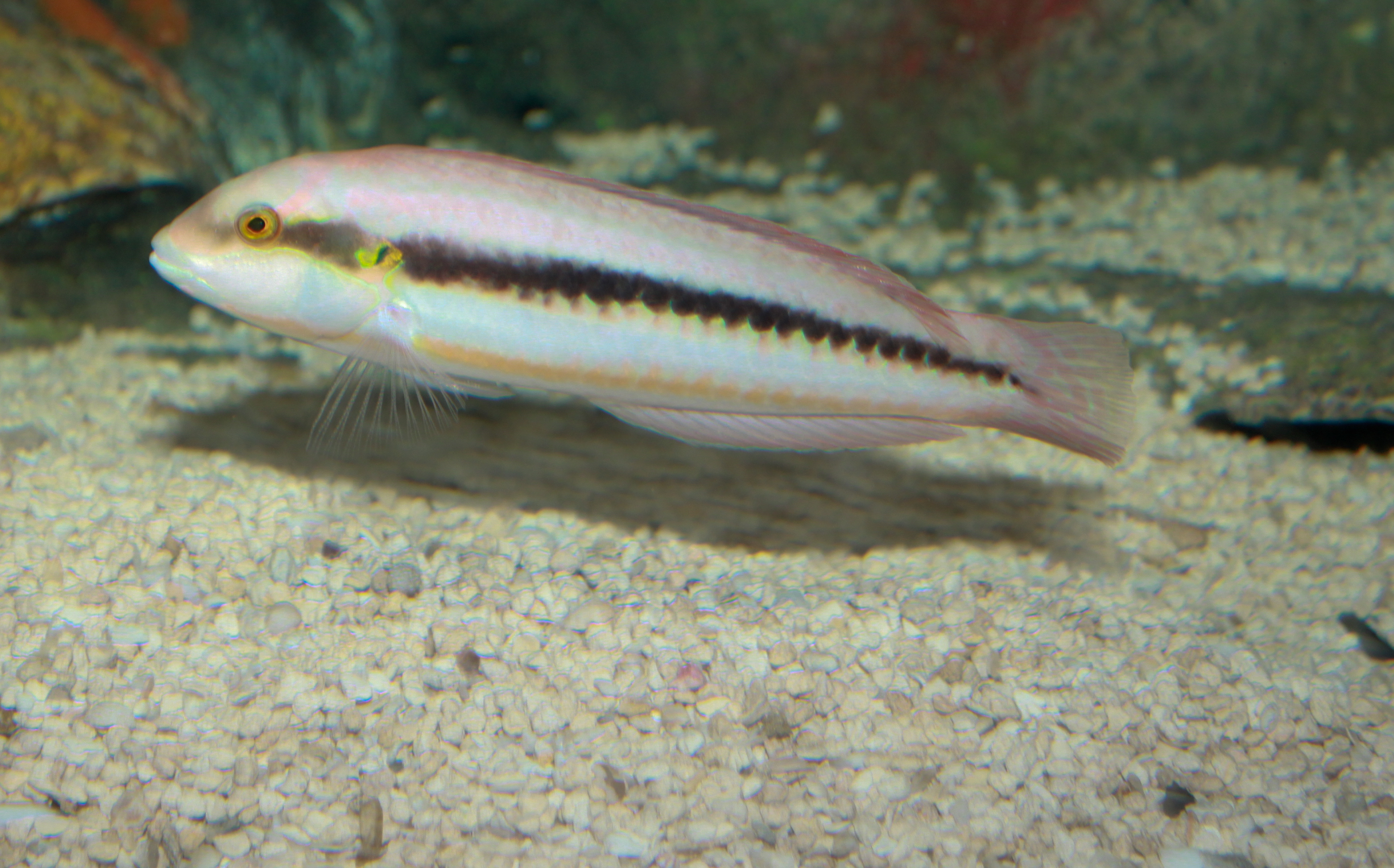
Halichoeres bivittatus
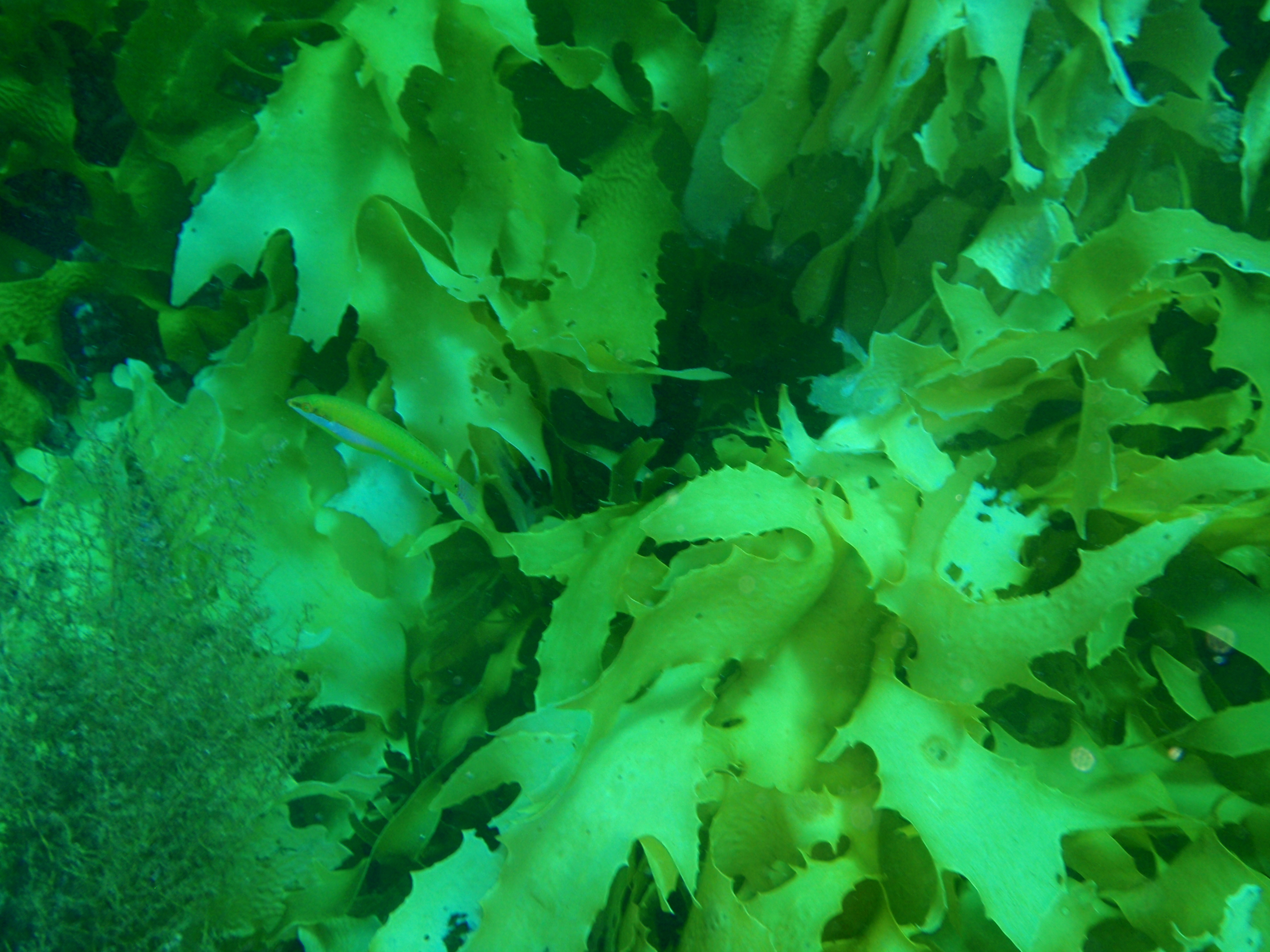
Halichoeres brownfieldi
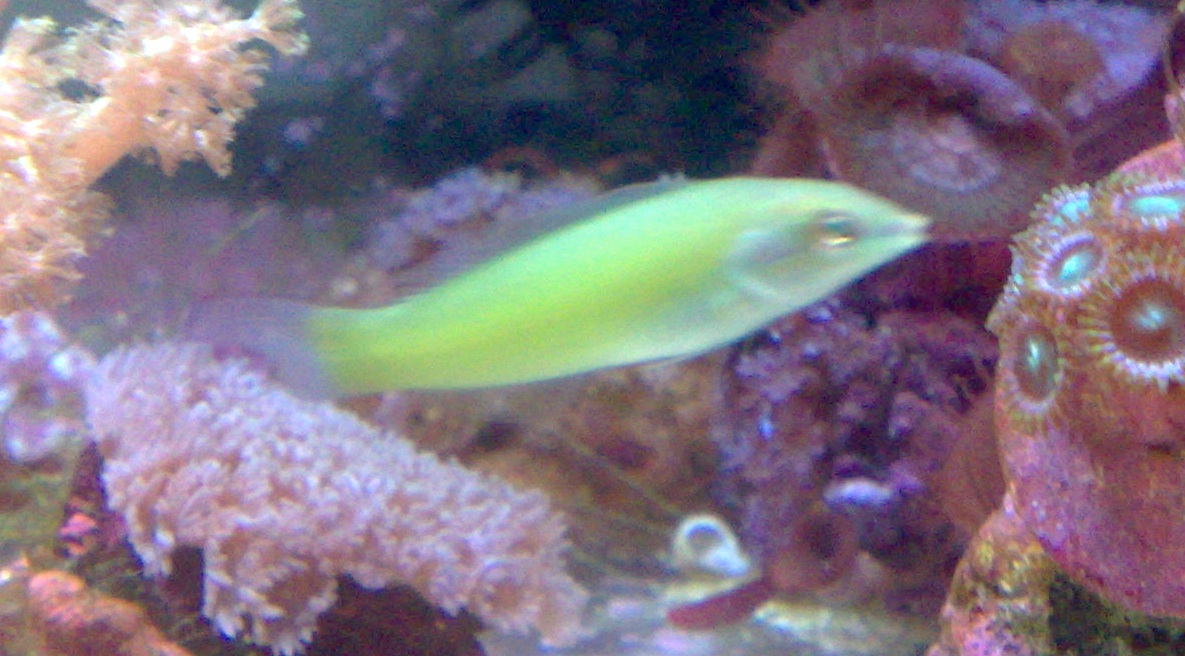
Halichoeres chloropterus
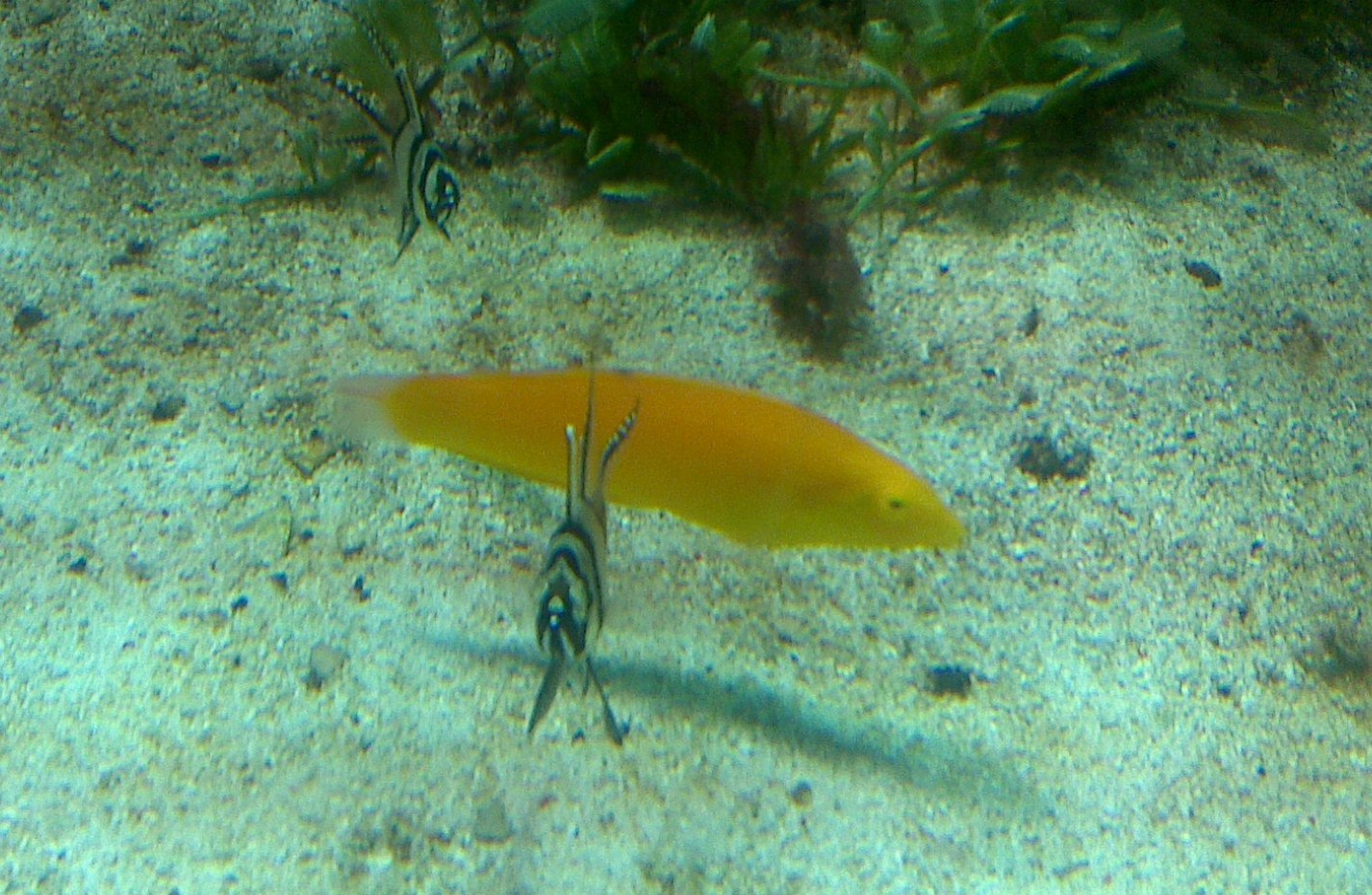
Halichoeres chrysus
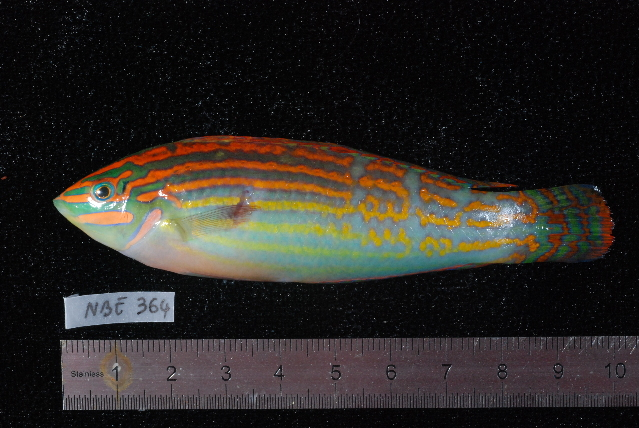
Halichoeres cosmetus
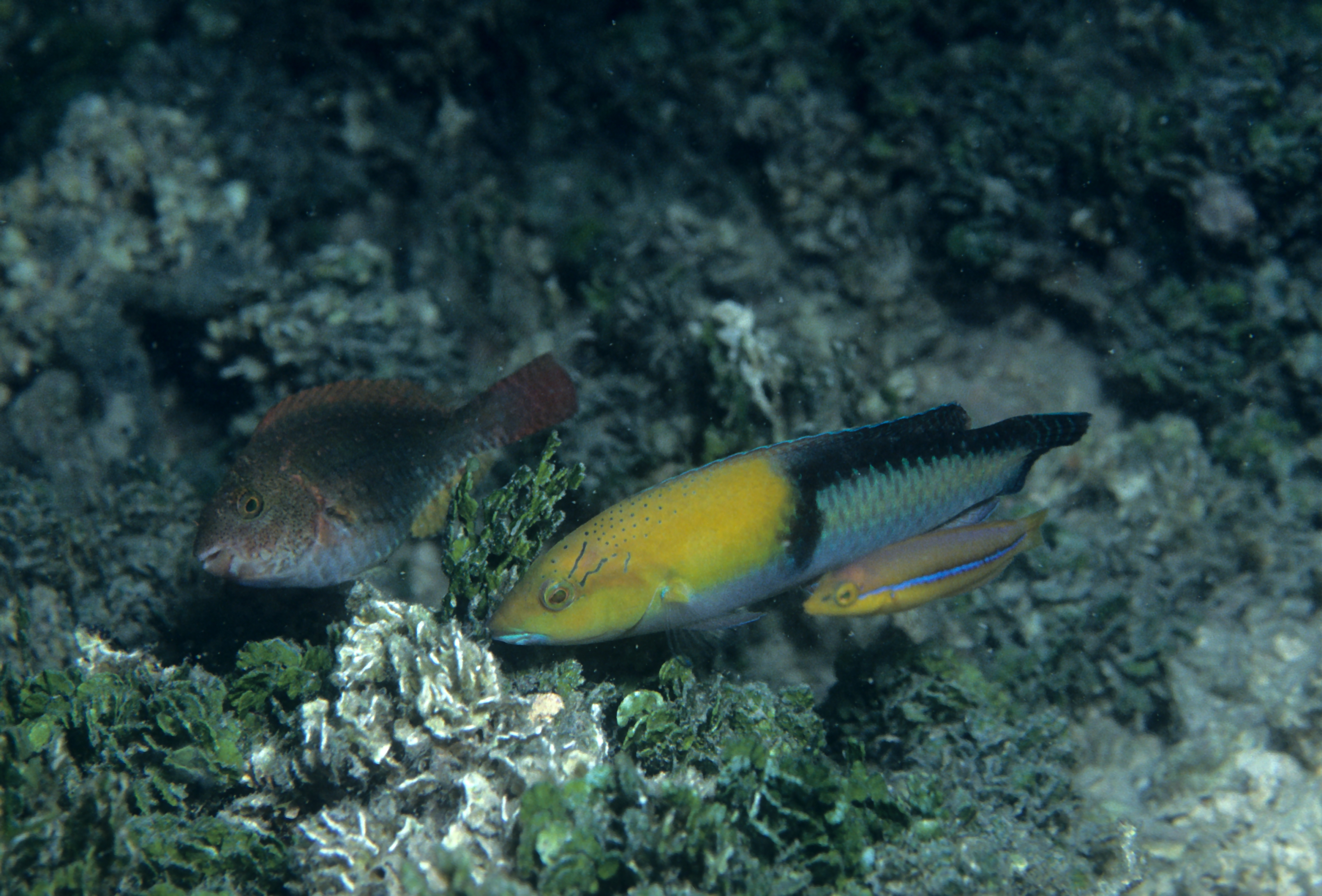
Halichoeres garnoti
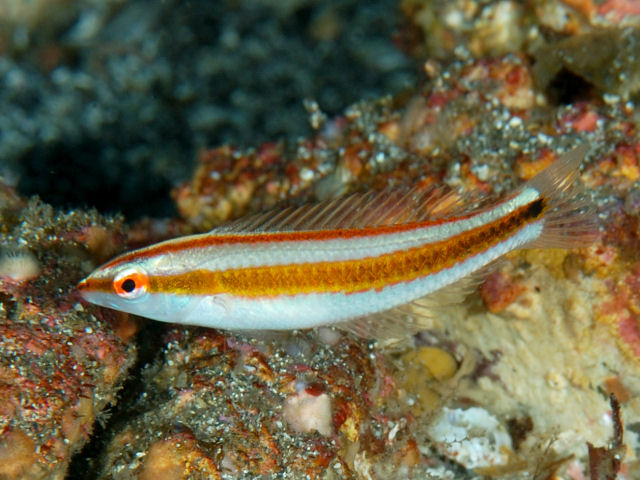
Halichoeres hartzfeldii
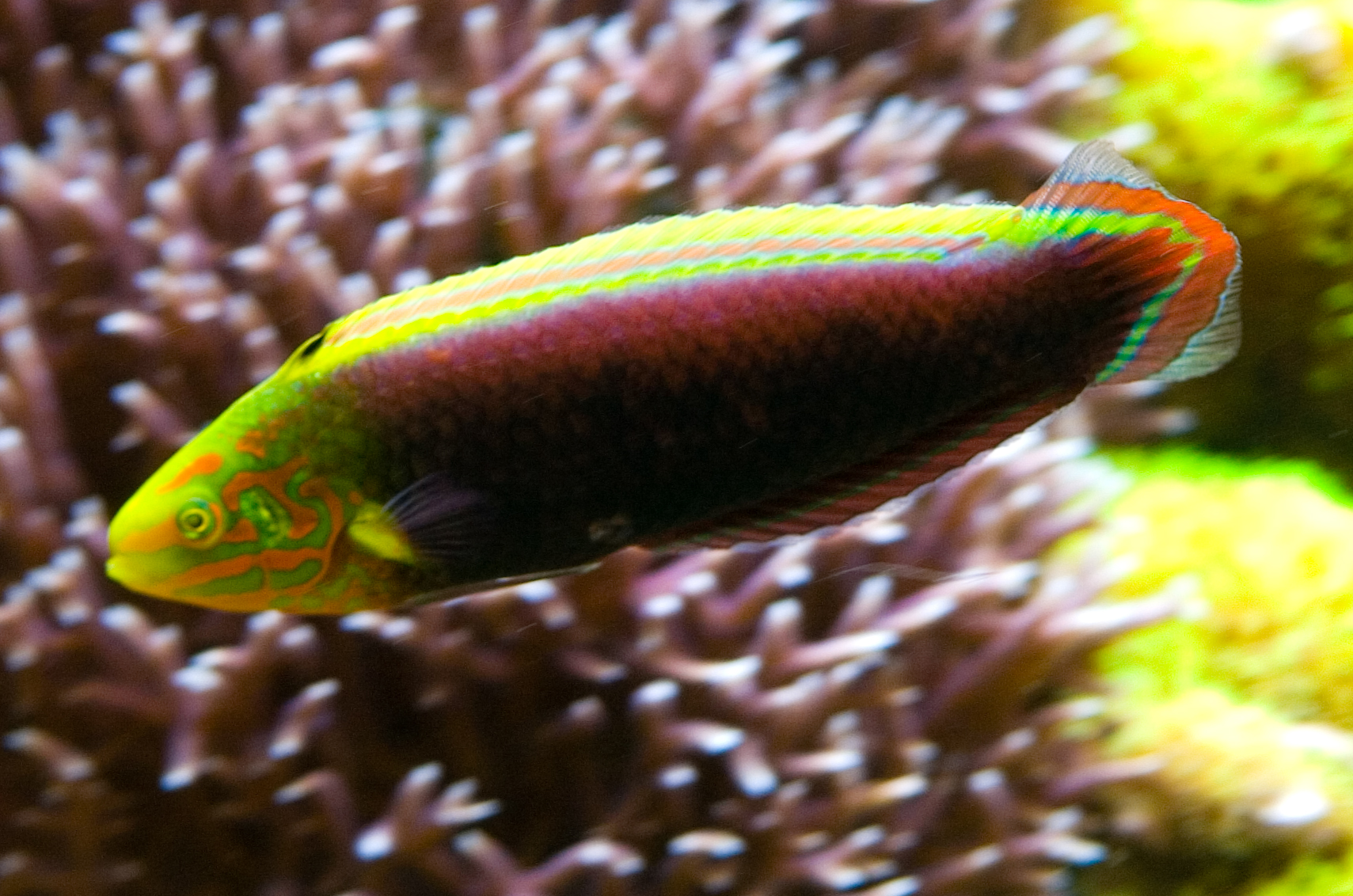
Halichoeres iridis
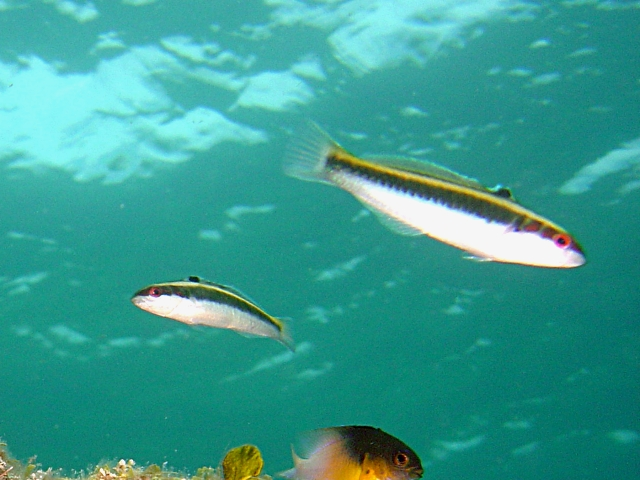
Halichoeres maculipinna
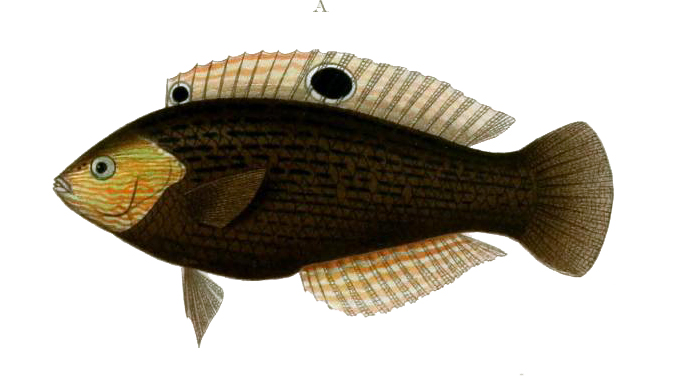
Halichoeres marginatus
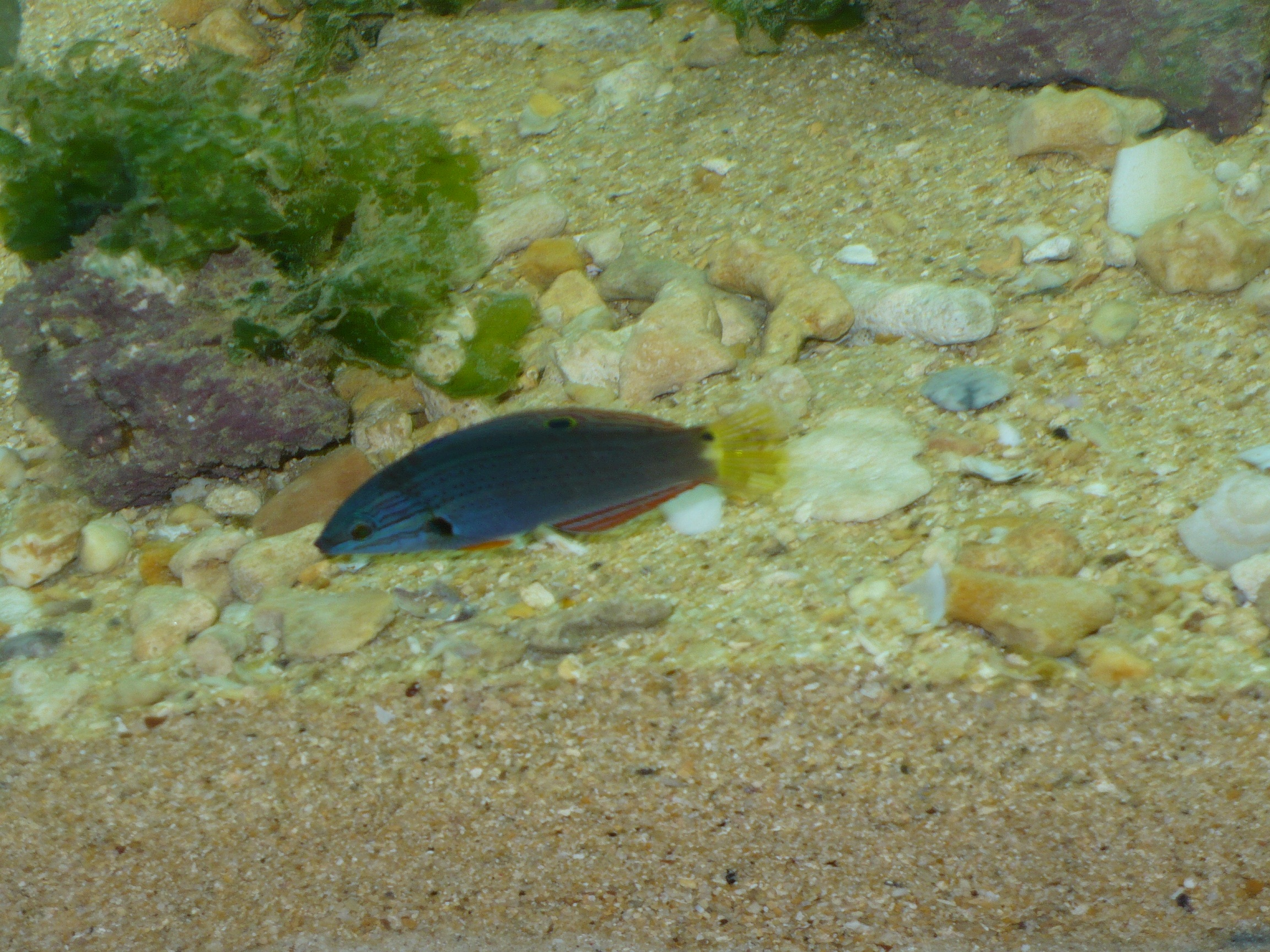
Halichoeres melanochir
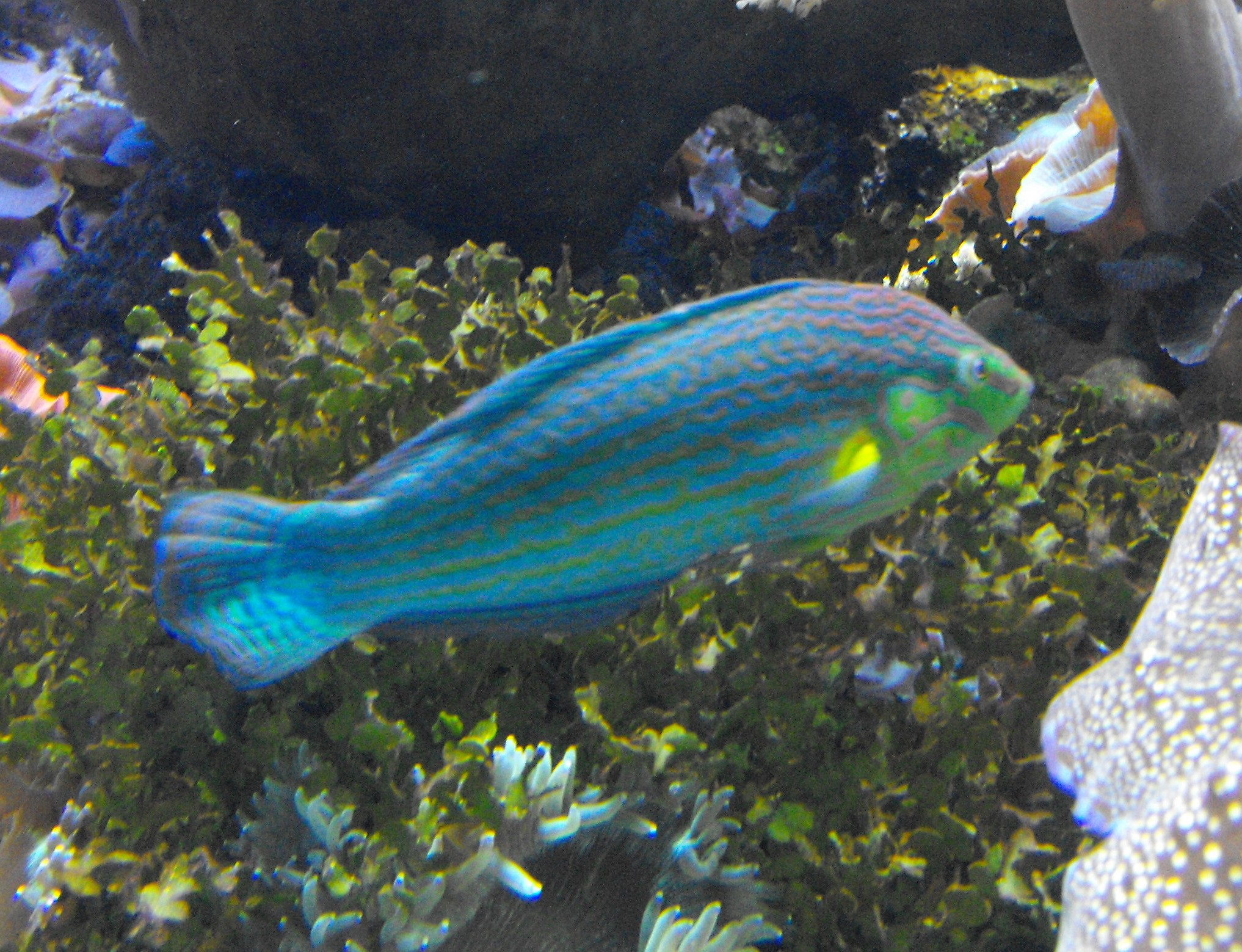
Halichoeres melanurus
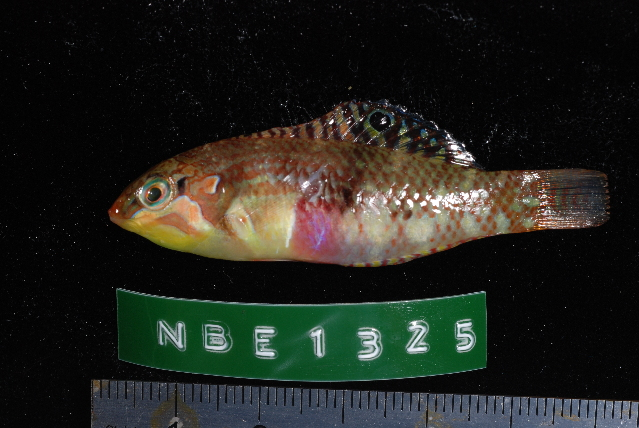
Halichoeres nebulosus
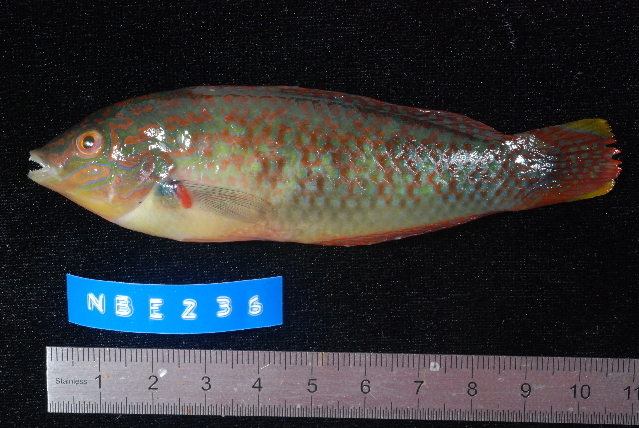
Halichoeres nigrescens
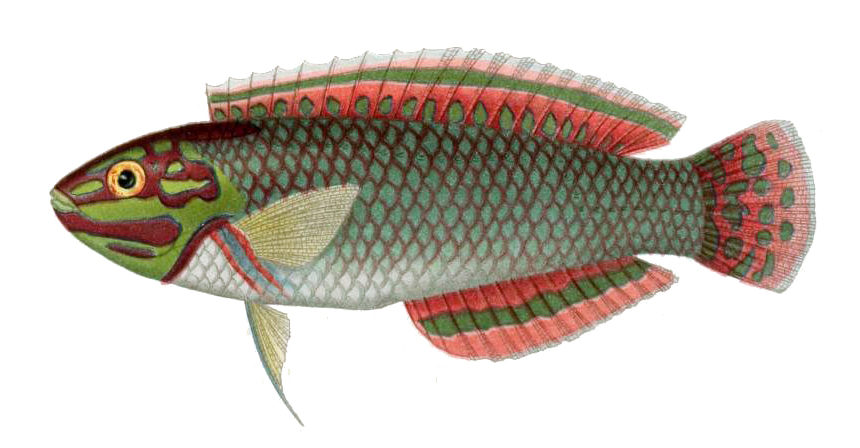
Halichoeres ornatissimus
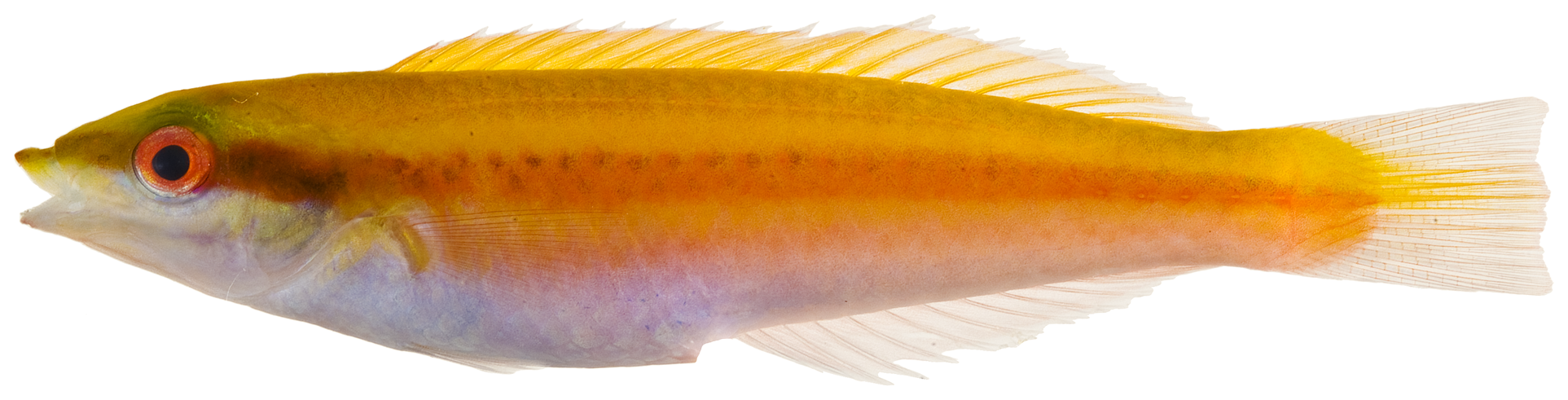
Halichoeres pictus
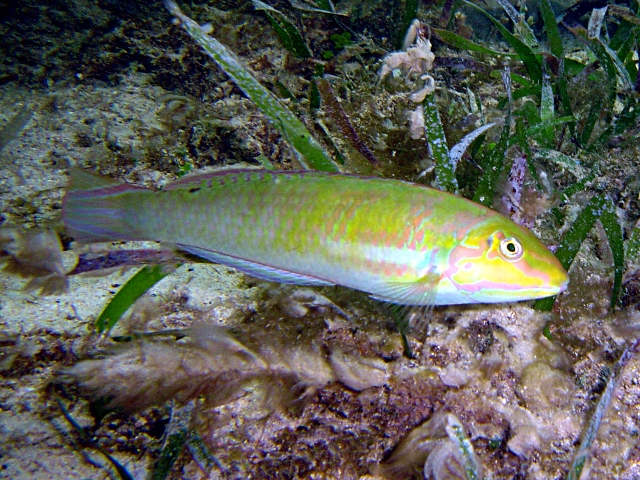
Halichoeres poeyi
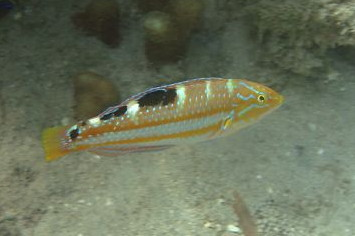
Halichoeres radiatus
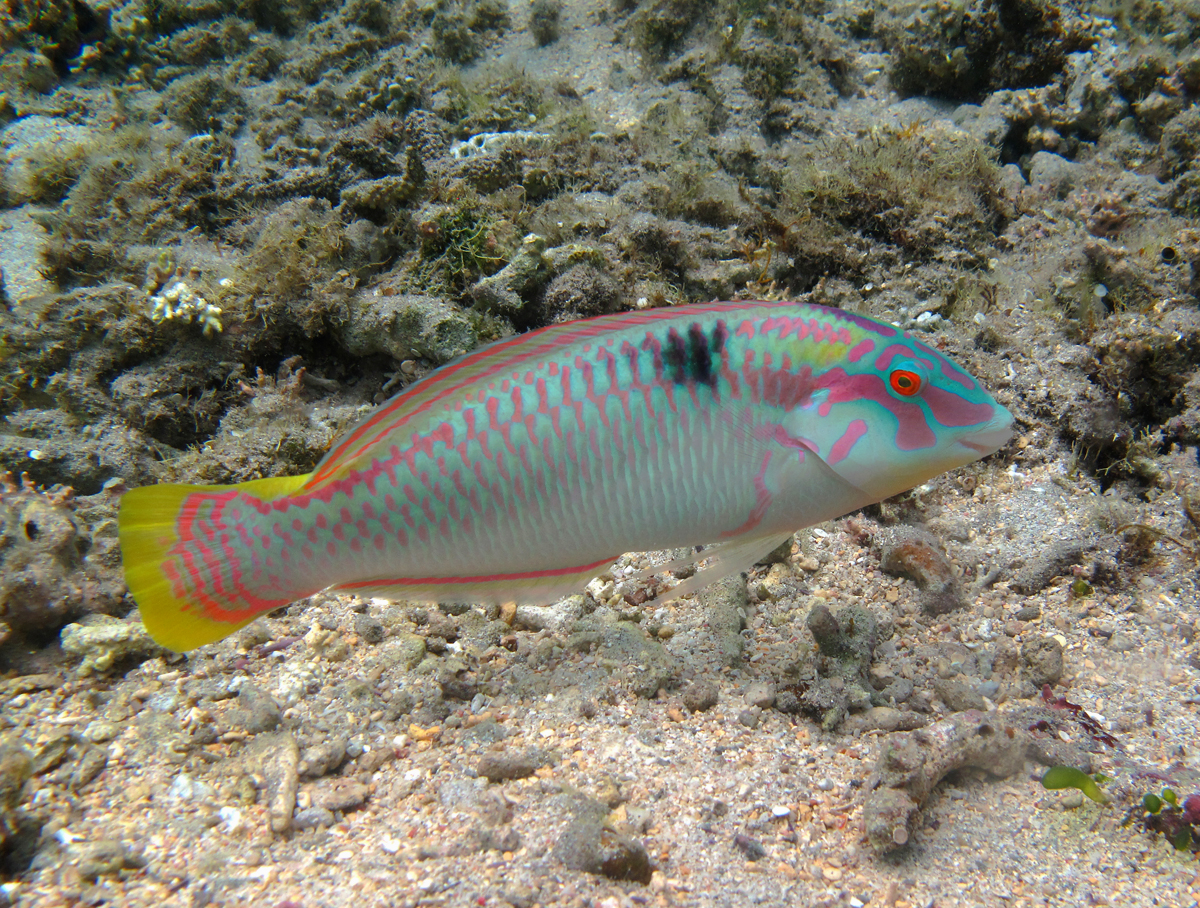
Halichoeres scapularis
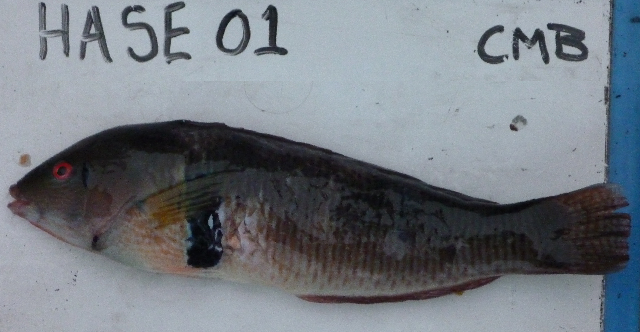
Halichoeres semicinctus
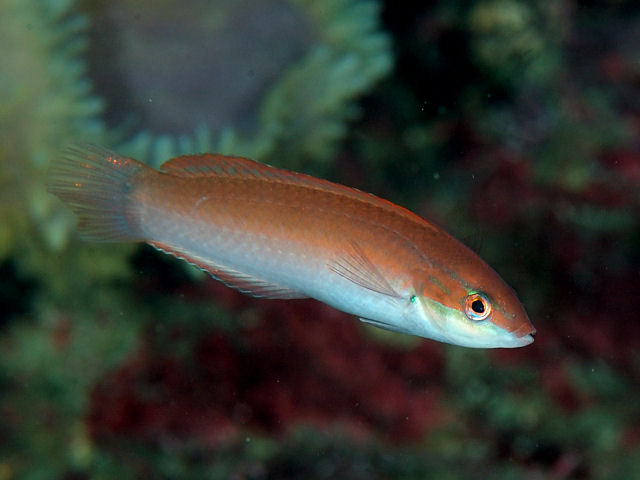
Halichoeres tenuispinis
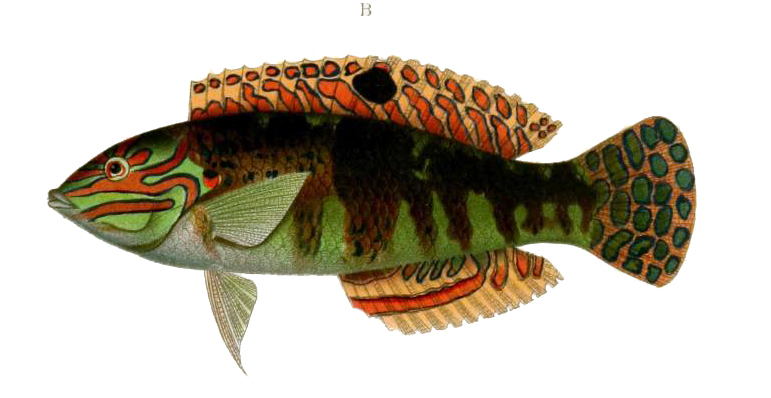
Halichoeres timorensis
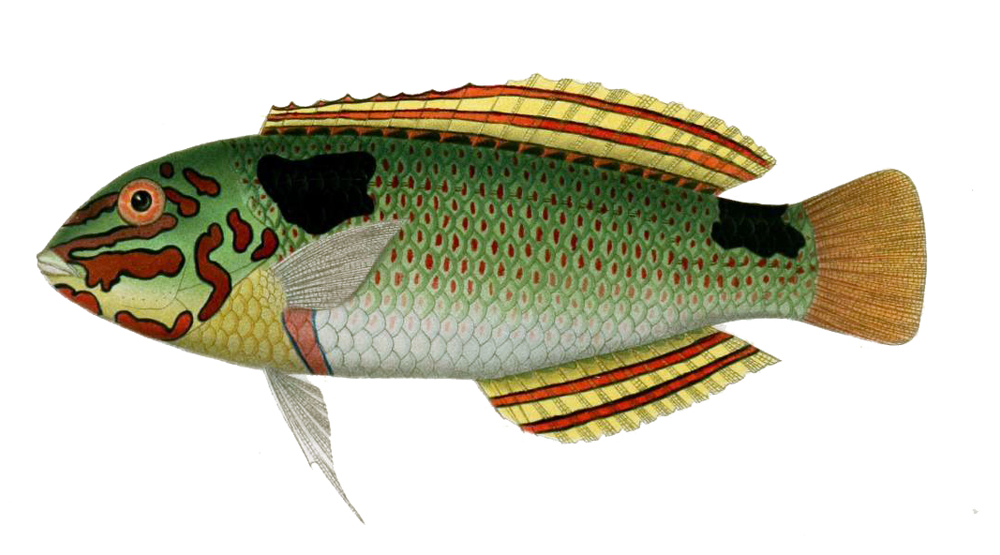
Halichoeres trimaculatus
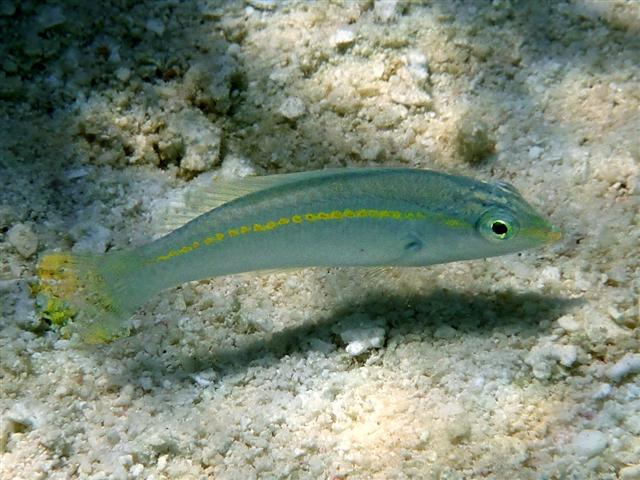
Halichoeres zeylonicus